# Astrolabio náutico

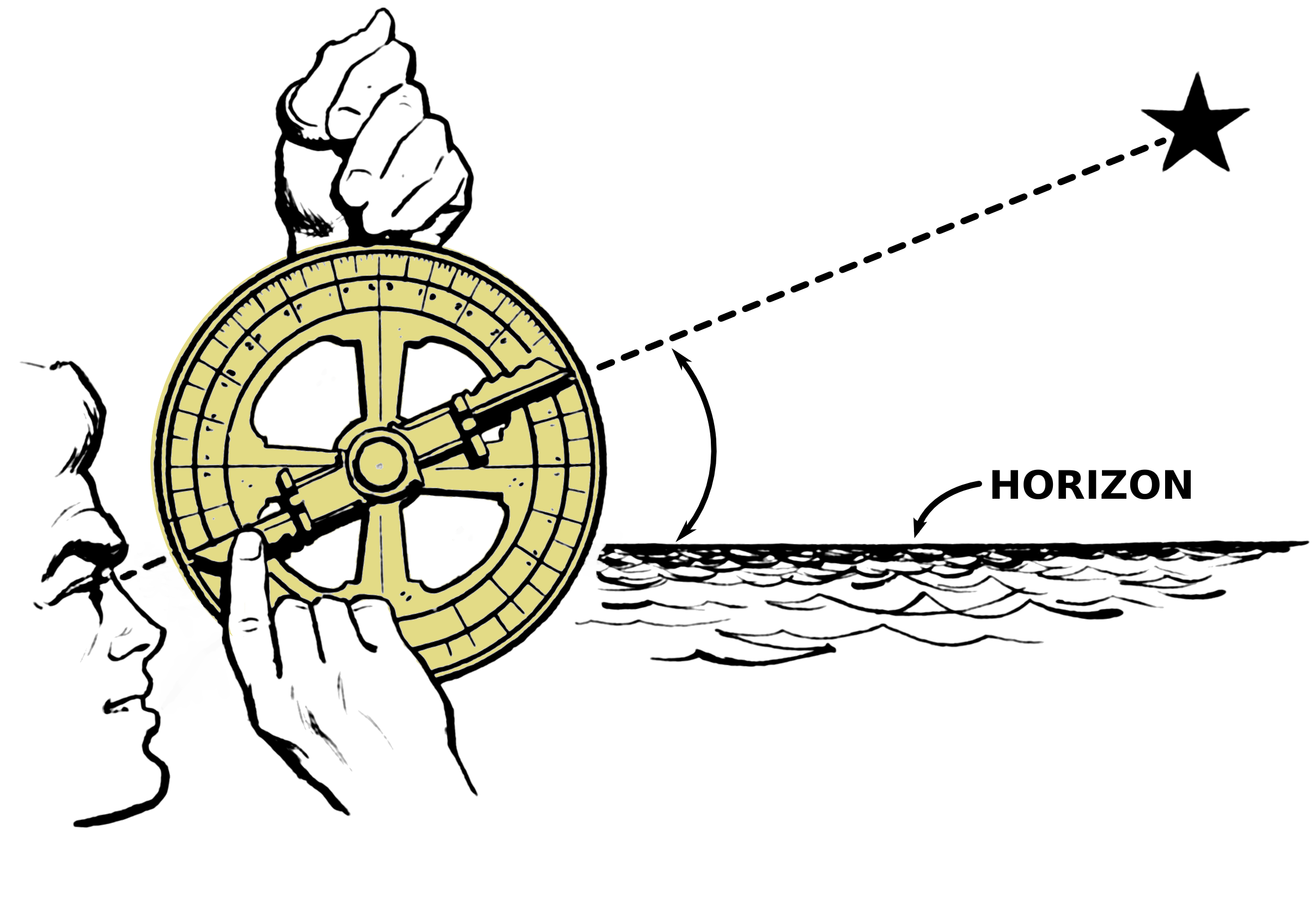
Uso del astrolabio marinero.

El astrolabio náutico. es empleado para averiguar la latitud geográfica. La denominación náutico proviene de su uso por los marinos de la Edad Moderna para averiguar la latitud durante la travesía mediante la altura de meridiano del Sol o de una estrella de declinación conocida. El astrolabio marinero no es un astrolabio en sentido estricto, siendo más un inclinómetro con alidada capaz de medir los astros, también los astrolabios,  suelen tener una construcción simple y robusta.

## Historia

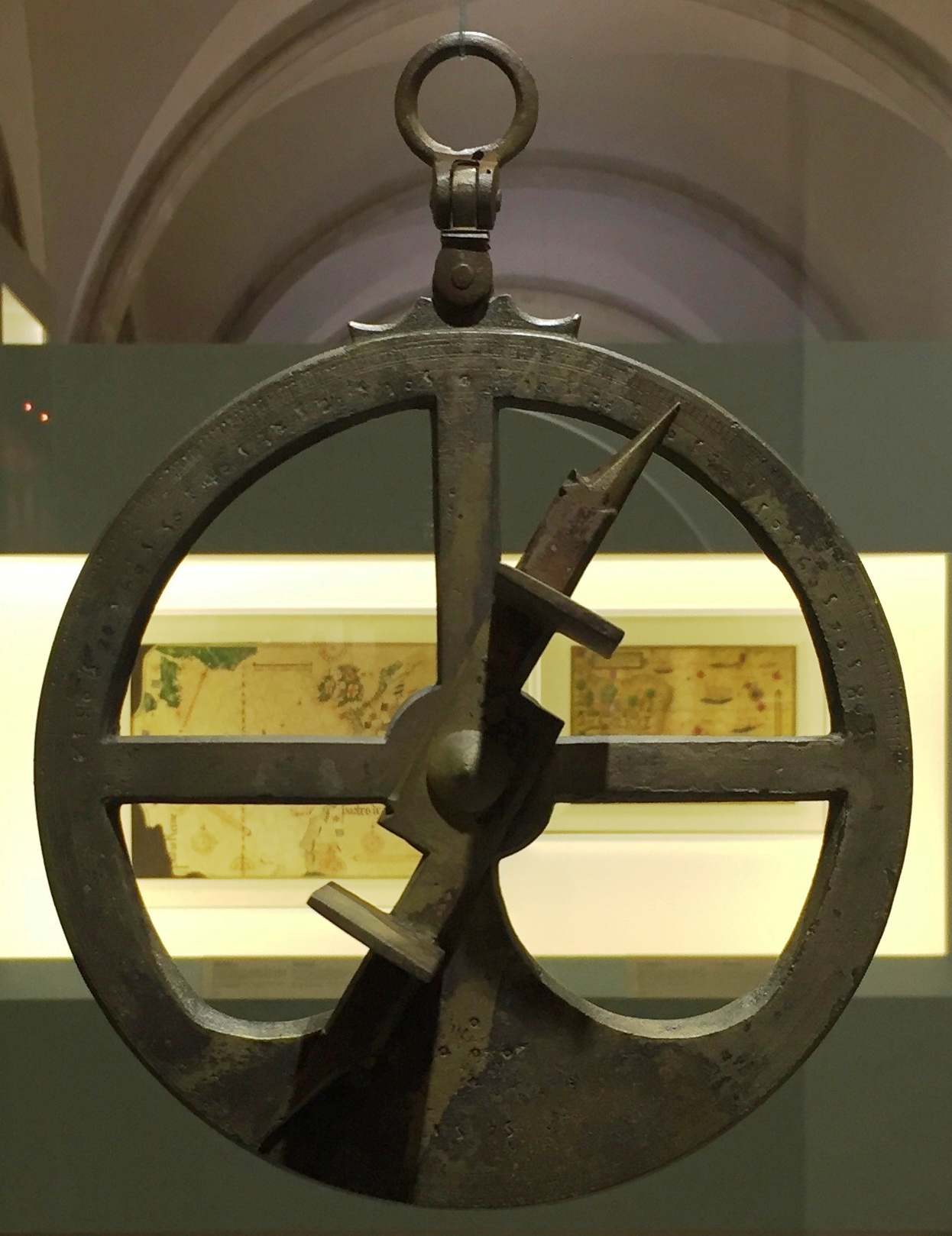
Astrolabio náutico de hacia 1600.

La descripción más antigua puede datar de 1295, cuando un instrumento de este tipo fue al parecer ofrecido al erudito mallorquín Ramon Llull. La primera referencia científica de este instrumento se debe al cosmógrafo español Martín Cortés de Albacar, que en 1551 la publicó en su Arte de Navegar. 
En años posteriores fue Samuel Purchas el primero que reclamó en el mundo anglosajón el uso que se podía hacer de este instrumento en la localización de buques marinos que anteriormente había estudiado Martin Behaim.

## Uso
La misión fundamental de este instrumento es la de medir la altura de un astro sobre el horizonte. Se emplea para ello el ángulo que forma la alidada sobre el 'horizonte de referencia que supone la línea de fondo del mar. El instrumento no era apto para averiguar la longitud midiendo la distancia angular entre dos objetos, tal y como requería el método de la distancia lunar.